# Charles Ribière
Ne doit pas être confondu avec Charles Rivière.
Charles, Henri Ribière, né à Ribérac le 26 mai 1854 et mort à Paris le 10 octobre 1921, est un physicien français.

## Biographie
D’une famille du Périgord, fils d’Anne Bouet et de Léonard Ribière, militaire de carrière, Charles Ribière, de la promotion 1873 de l’École polytechnique (major Henri Poincaré), entre premier à l’école des Ponts et Chaussées. Après un doctorat ès sciences et ses premières fonctions sur les côtes françaises, il intègre en 1888 le service central des Phares. Il est nommé, en 1911, inspecteur général des Ponts et Chaussées, directeur des Phares et Balises.
Charles Ribière a fait porter ses recherches sur l’élasticité, la vibration des matériaux et l’optique, faisant faire aux techniques d’éclairage des côtes des avancées qui seront adoptées sur le plan international. En tant qu’ingénieur, il est le concepteur des bateaux-feux Ruytingen (1892) et Sandettié (1903), et des édifices et des machineries des phares à terre d’Eckmühl (1897), de la Coubre (nouveau phare, 1905), et du phare en mer de la Jument d'Ouessant[réf. non conforme].
Président du Comité des travaux publics des colonies, vice-président du Conseil supérieur des travaux publics et du Conseil général des Ponts et Chaussées, Charles Ribière était commandeur de la Légion d’honneur, commandeur de l’Ordre de Vasa (Suède), commandeur de l’Ordre royal du Cambodge, officier de l’ordre du Dragon de l’Annam, chevalier de l’Ordre de Dannebrog (Danemark).
- Deux baliseurs ont porté le nom « Charles-Ribière ». Le premier, baptisé au lendemain de sa mort, fut désarmé en 1934. Le second, sorti des Chantiers de la Loire (avec son sistership, le Charles-Babin), fut en service de 1934 à 1973, dans l’embouchure de la Gironde et dans les passes d’Arcachon.
- Charles Ribière eut, de son premier mariage avec Marguerite Demoures, une fille, Élisabeth, épouse du polytechnicien Pierre Lefort (1882-1924), directeur du Port de Bordeaux, promoteur du Port autonome, premier à être institué en France, le 13 novembre 1924, au lendemain de sa mort accidentelle[2][réf. non conforme]. De son second mariage, avec Marie Baudoux-Chesnon, Charles Ribière eut un fils, Jean, qui fut tué à 21 ans, aspirant au 13e B.C.A (bataillon de chasseurs alpins), sur l’Hartmannswillerkopf, en mars 1915[3][réf. non conforme].

## Publications
- Propriétés optiques des appareils de phare, Paris, Annales des Ponts et Chaussées, 1894.
- Précision et rendement des appareils optiques de phares, Paris, Vicq-Dunod, 1898.
- Paroles prononcées aux funérailles de M. Léon Bourdelles, inspecteur général des Ponts et chaussées par MM. Willotte et Brosselin, et Notice biographique par Charles Ribière, Paris, Vicq-Dunod, 1900.
- Progrès les plus récents de l'éclairage et du balisage des côtes, Ministère des Travaux publics, Exposition universelle de 1900.
- l’Exposition des phares et balises à l’Exposition universelle de 1900, Imprimerie nationale, 1900.
- Réfection de l'état de l'éclairage des côtes de France, Imprimerie nationale, 1903.
- Lighting of the Coasts of France, International English Congress, Saint-Louis, 1904.
- la Construction du phare de la Jument d’Ouessant, Paris, Dumas, 1911.